# Польовий Ігор Васильович
Ігор Васильович Польовий (1996—2024) — лейтенант Державної прикордонної служби України, учасник російсько-української війни, Герой України (2025, посмертно).

## Життєпис
Народився 20 жовтня 1996 року в Закарпатській області. 
Навчався у Національній академії Державної прикордонної служби України імені Богдана Хмельницького.
Проходив військову службу у 1 прикордонному загоні морської охорони.
Під час повномасштабного вторгнення був лейтенантом у 15 окремому прикордонному загоні «Сталевий кордон».
У травні 2024 року його розвідувальна група зайняла одну з передових позицій у Вовчанську й зупинила просування окупантів. Це дало змогу здійснити оперативне оточення угруповання на одному із заводів. У червні 2024 особисто у ворожому окопі знищив двох окупантів і ще двох поранив, одного взяв у полон і сам утримував позицію.
Загинув 23 жовтня 2024 року внаслідок смертельного осколкового поранення в Курській області.

## Нагороди
Звання Герой України з удостоєнням ордена «Золота Зірка» (26 лютого 2025, посмертно) — за особисту мужність і героїзм, виявлені у захисті державного суверенітету та територіальної цілісності України, самовіддане служіння Українському народові.